# Lodewijk Asscher
Lodewijk Frans Asscher (ur. 27 września 1974 w Amsterdamie) – holenderski polityk, prawnik i samorządowiec, w 2010 p.o. burmistrza Amsterdamu, w latach 2012–2017 wicepremier oraz minister spraw społecznych i zatrudnienia, a od 2016 lider Partii Pracy (PvdA).

## Życiorys
Absolwent protestanckiej szkoły średniej Christelijk Gymnasium Sorghvliet w Hadze. Studiował na Uniwersytecie Amsterdamskim, na którym ukończył w 1995 psychologię i w 1998 prawo. Doktoryzował się w 2002 z zakresu prawa. Do 2006 był nauczycielem akademickim na macierzystej uczelni.
Zaangażował się w działalność polityczną w ramach Partii Pracy (PvdA). Od 2002 zasiadał w radzie miejskiej Amsterdamu. W latach 2006–2010 jako członek zarządu miasta (wethouder) odpowiadał za sprawy gospodarcze i finanse. Od marca do lipca 2010, po rezygnacji złożonej przez Joba Cohena, pełnił obowiązki burmistrza Amsterdamu. Następnie powrócił na stanowisko członka zarządu miasta (do spraw finansów, edukacji i młodzieży).
5 listopada 2012 w drugim rządzie Marka Rutte z rekomendacji PvdA został wicepremierem oraz ministrem spraw społecznych i zatrudnienia.
W grudniu 2016 został nowym liderem politycznym tracącej wówczas w sondażach Partii Pracy, zastąpił na tej funkcji Diederika Samsoma. W wyborach w 2017 uzyskał mandat deputowanego do Tweede Kamer, reprezentacja poselska kierowanego przez niego ugrupowania zmniejszyła się z 38 do 9 osób. W październiku tegoż roku zakończył pełnienie funkcji rządowej, a PvdA znalazła się wówczas w opozycji.
Lodewijk Asscher pozostał przywódcą Partii Pracy, ustąpił jednak z funkcji lidera w styczniu 2021 w związku z ujawnioną sprawą nieprawidłowej działalności organów administracji skarbowej (w tym w okresie pełnienia przez niego funkcji ministra).